# Thomas Beekman
Thomas Beekman (Arnhem, 23 januari 2000) is een Nederlandse professioneel voetballer, die bij voorkeur als aanvallende middenvelder speelt.

## Clubcarrière

### Jeugd
Beekman begon in de jeugd van SML Arnhem en mocht in 2011 op 11-jarige leeftijd aansluiten bij de jeugd van Vitesse. Voor Jong Vitesse debuteerde hij op 3 december 2016 in de Tweede divisie tegen Excelsior Maassluis.  In 2019 maakte hij de overstap naar het beloftenteam van N.E.C..

### N.E.C.
In de zomer van 2020 werd Beekman door trainer Rogier Meijer bij het eerste elftal van N.E.C. gehaald. Hij ging spelen met rugnummer 12. Op 11 september maakte hij in de met 2-1 gewonnen wedstrijd tegen Jong Ajax zijn debuut voor N.E.C. Zes minuten voor het einde viel hij in voor Elayis Tavşan. Op 20 oktober maakte hij zijn eerste doelpunt voor de club. Als invaller redde hij een punt in de met 1-1 gelijkgespeelde uitwedstrijd tegen Jong PSV. Op 23 mei promoveerde Beekman met N.E.C. naar de Eredivisie, door in de finale van de play-offs NAC Breda met 1-2 te verslaan.

### Helmond Sport
Op 14 januari 2022 werd bekend dat Beekman voor een halfjaar werd uitgehuurd aan Helmond Sport. Daar kwam hij tot 17 wedstrijden, drie goals en twee assists. Toch eindigde Beekman dat seizoen met Helmond als twintigste in de Keuken Kampioen Divisie.

### TOP Oss
Omdat het contract van Beekman bij N.E.C. in de zomer van 2022 afliep, kon hij transfervrij overgenomen worden door TOP Oss. Daar tekende hij in eerste instantie een contract voor één seizoen.

### IJsselmeervogels
Op 5 juli 2023 werd Beekman voor twee seizoenen vastgelegd door VV IJsselmeervogels, uitkomend in de Derde divisie.

## Clubstatistieken
| Seizoen                                | Club             | Competitie      | Competitie | Competitie | Beker | Beker | Overig | Overig | Totaal | Totaal |
| Seizoen                                | Club             | Competitie      | Wed.       | Dlp.       | Wed.  | Dlp.  | Wed.   | Dlp.   | Wed.   | Dlp.   |
| -------------------------------------- | ---------------- | --------------- | ---------- | ---------- | ----- | ----- | ------ | ------ | ------ | ------ |
| 2016/17                                | Jong Vitesse     | Tweede Divisie  | 4          | 0          | —     | —     | —      | —      | 4      | 0      |
| 2017/18                                | Jong Vitesse     | Tweede Divisie  | 0          | 0          | —     | —     | —      | —      | 0      | 0      |
| 2018/19                                | Jong Vitesse     | Tweede Divisie  | 8          | 1          | —     | —     | —      | —      | 8      | 1      |
| 2020/21                                | N.E.C.           | Eerste Divisie  | 27         | 3          | 2     | 1     | 3      | 0      | 32     | 4      |
| 2021/22                                | N.E.C.           | Eredivisie      | 1          | 0          | 1     | 0     | —      | —      | 2      | 0      |
| 2021/22                                | → Helmond Sport  | Eerste Divisie  | 17         | 3          | 0     | 0     | —      | —      | 17     | 3      |
| 2022/23                                | TOP Oss          | Eerste Divisie  | 12         | 0          | 1     | 0     | —      | —      | 13     | 0      |
| 2023/24                                | IJsselmeervogels | Derde Divisie   | 33         | 7          | 3     | 0     | —      | —      | 36     | 7      |
| 2024/25                                | IJsselmeervogels | Derde Divisie   | 11         | 6          | 3     | 2     | —      | —      | 14     | 8      |
| Carrière totaal                        | Carrière totaal  | Carrière totaal | 113        | 20         | 10    | 3     | 3      | 0      | 125    | 23     |
| Bijgewerkt tot en met 30 oktober 2024. |                  |                 |            |            |       |       |        |        |        |        |